# Billy Barnes
Billy Barnes (Los Ángeles, California; 27 de enero de 1927-25 de septiembre de 2012) fue un compositor y letrista estadounidense.
Sus éxitos incluyen "(Have I Stayed) Too Long at the Fair", grabado por Patti Page y Barbra Streisand (en su álbum "Color Me, Barbra"), y "Something Cool", grabada por la cantante de jazz June Christy. Barnes es más conocido por sus revistas teatrales, entre ellas The Billy Barnes Revue, Billy Barnes' People, Billy Barnes' Party, Billy Barnes' L.A., y Billy Barnes' Hollywood. Otras producciones con canciones de Barnes incluyen Movie Star, y Blame It on the Movies (1988).
Recibió el Premio de la Alianza de Teatro del Gobernador de Los Ángeles por su trayectoria en el teatro. Murió el 25 de septiembre de 2012 por complicaciones del mal de Alzheimer.